# Dominik Mainusch
Dominik Mainusch (* 27. Februar 1991 in Schwaz) ist ein österreichischer Politiker der Österreichischen Volkspartei (ÖVP). Er ist seit 2016 Bürgermeister von Fügen im Zillertal und seit März 2018 Abgeordneter zum Tiroler Landtag, wo er seit Juli 2024 als erster Landtagsvizepräsident fungiert.

## Leben

### Ausbildung und Beruf
Dominik Mainusch besuchte nach der Volksschule Finkenberg die Hauptschule Fügen und die Handelsakademie in Schwaz, wo er 2010 maturierte. Anschließend begann er ein Studium der Rechtswissenschaften an der Universität Innsbruck, das Studium schloss er 2015 mit einer Diplomarbeit über den Schutz von Wahlwerbern und sonstigen Beteiligten bei einer Betriebsratswahl als Magister ab. Nach einem Gerichtspraktikum am Bezirksgericht Schwaz absolvierte er den Zivildienst beim Roten Kreuz Kufstein.

### Politik
Seit 2012 ist er in der Jungen ÖVP tätig, zunächst als Ortsobmann in Fügen, seit 2013 als Bezirksobmann in Schwaz und Mitglied des Tiroler Landesvorstandes und seit 2017 als Landesobmann-Stellvertreter. In der ÖVP Fügen wurde er 2015 Ortsparteiobmann-Stellvertreter, seit 2016 gehört er dem Landesparteivorstand der Tiroler Volkspartei an. Im Zuge der Gemeinderats- und Bürgermeisterwahlen in Tirol 2016 wurde er mit seiner Liste Zukunft Fügen – Team Mainusch zum Bürgermeister von Fügen im Zillertal gewählt.
Am 28. März 2018 wurde er in der konstituierenden Landtagssitzung der XVII. Gesetzgebungsperiode als Abgeordneter zum Tiroler Landtag angelobt, wo er dem Ausschuss für Wohnen und Verkehr sowie dem Ausschuss für Wirtschaft, Tourismus, Energie und Technologie angehört. Nachdem Beate Palfrader ihre Funktion als Tiroler AAB-Obfrau zurücklegte wurde Mainusch im Juni 2022 geschäftsführender Landesobmann. Im Februar 2023 wurde er zum Stellvertreter von AAB-Landesobmann Jakob Wolf gewählt. Nach dem Wechsel von Sophia Kircher in das Europäische Parlament folgte er ihr als Vizepräsident des Tiroler Landtags nach, am 4. Juli 2024 wurde er mit 24 von 36 Stimmen zum ersten Tiroler Landtagsvizepräsidenten gewählt.